# Клебанов, Александр Яковлевич
Александр Яковлевич Клебанов (род. 27 апреля 1963; Алма-Ата, Казахская ССР, СССР) — казахстанский бизнесмен, топ-менеджер, председатель совета директоров АО «Центрально-Азиатская Электроэнергетическая Корпорация» (с 2007 года).

## Биография
Александр Яковлевич Клебанов родился 27 апреля 1963 года в г. Алма-Ате.
В 1986 году окончил с отличием Алма-Атинский Государственный медицинский институт.
Трудовую деятельность начал с работы в НИИ КВИ г. Алма-Аты младшим научным сотрудником.
С 1988 по 1990 годы проходил воинскую службу в рядах Советской армии. После окончания воинской службы работал врачом в спортивной команде «Хром» Актюбинского завода ферросплавов.
С 1996 по 2000 годы занимал должность директора Представительства компании «Airfinance Europe LTD» в Республике Казахстан. С 2000 по 2006 год — директор Республиканского государственного предприятия «Беркут» Управления делами Президента Республики Казахстан.
В настоящее время — Акционер и Председатель Совета директоров АО «Центрально-Азиатская топливно-энергетическая компания», объединяющего группу компаний энергетического и финансового секторов. Клебанов владел акциями АО «Казахтелеком» до 2019 года. На 2024 год занимает должность Председателя Совета директоров в АО «Центрально-Азиатская Электроэнергетическая Корпорация».

## Семья
Жена — Дарья Клебанова, депутат мажилиса 3 созывов. Сын — Яков Клебанов, владеет акциями в АО «Circle Maritime Invest» и долями в ТОО «Astana Aviation Services», ТОО «Теңіз Star», ТОО «Global Advisers», ТОО «Aksa Group», ТОО «Solis ltd.».

## Награды
- Орден Курмет
- Орден «Барыс» ІІІ степени из рук президента РК в Акорде. (14 декабря 2015 года)[6][7]
- Награждён благодарственным письмом Премьер-министра Республики Казахстан и др.